# André Rischmann
André Félix Rischmann (* 26. Januar 1882 in Paris; † 9. November 1955 ebenda) war ein französischer Rugbyspieler.
Mit dem Team der Union des sociétés françaises de sports athlétiques nahm er bei den Olympischen Sommerspielen 1900 am Rugbyturnier teil. Das Team konnte sich mit einem 27:17 gegen den Fußballclub Frankfurt, der das Deutsche Reich repräsentierte, und mit 27:8 gegen die Moseley Wanderers, die für Großbritannien antraten, klar durchsetzen und die Goldmedaille gewinnen.
Er spielte außerdem beim Cosmopolitan Club aus Paris.